# 구리
구리, 구리쇠, 동(銅←일본어: 銅 도우[*]) 또는 적금(赤金)(영어: copper 카퍼[*])은 화학 원소로 기호는 Cu(←라틴어: cuprum 쿠프룸[*]), 원자 번호는 29이다. 구리는 부드러운 금속으로 열 전도성과 전기 전도성이 매우 높다. 공기에 접촉하기 전 구리 표면은 분홍빛을 띠는 주황빛을 나타낸다. 구리는 열이나 전기를 전달하기 위한 매개체로서 주로 사용되며 그 외에도 건축 자재나 다양한 합금의 원료로 사용된다. 구리는 비교적 반응성이 낮아 자연에 존재하는 금속 원소 중 제련 없이 바로 사용 가능한 순수한 형태로 존재하는 흔치 않은 금속 중 하나이다. 이러한 성질 때문에 구리는 기원전 8세기경부터 인류에 의해 사용되기 시작하였으며 기원전 3세기경에 사용된 구리는 주석과의 합금인 청동의 형태로 청동기 시대를 열기도 했다.
구리는 제조업 전반에 광범위하게 사용되므로, 경기가 좋을 때는 수요가 많아져 가격이 올라가고, 경기가 나쁠 때는 수요가 적어져 가격이 내려가는 특성을 가진다. 따라서 구리 가격을 보면 실물 경기를 정확하게 예측할 수 있다는 점에서, 경제 분야에서는 닥터 코퍼(Dr. Copper)라고도 부른다.

## 어원
로마 시대에 구리는 주로 키프로스에서 채굴되었는데, 이로부터 '키프로스의 금속'이라는 뜻하는 단어 aes cyprium가 생겨났으며, 나중에 cuprum으로 변형되었다. 여기에서 고대 영어로 구리를 나타내는 단어 Coper가 유래되었으며 1530년경부터 copper가 구리를 뜻하는 단어로 사용되었다.

## 주요 성질

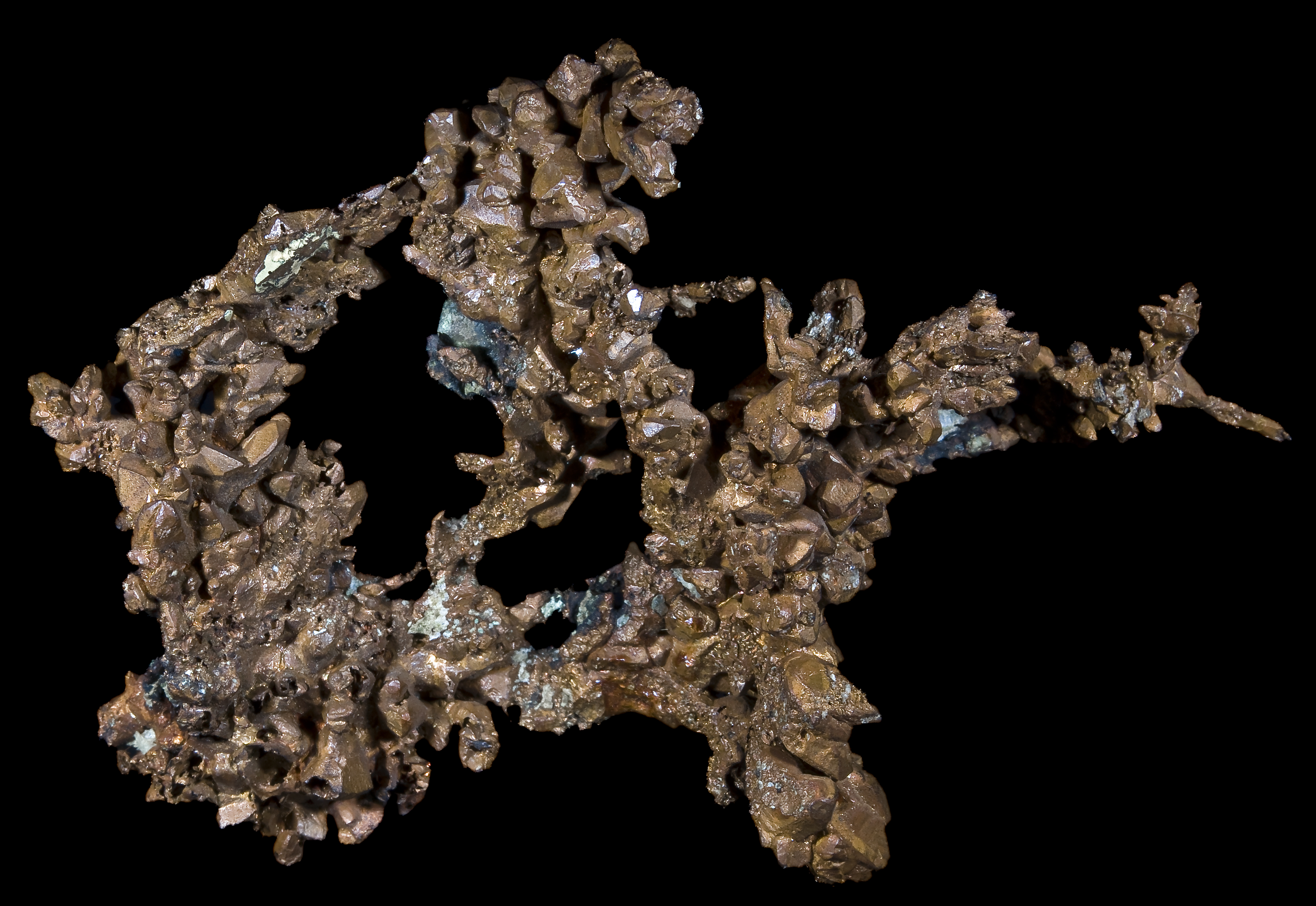
구리

구리는 붉은 빛을 띠는 금속으로 전기와 열의 전도성이 뛰어나다. 실온에서 구리보다 전기 전도성이 좋은 원소는 은뿐이다. 구리의 색은 가시광선 중에서 빨간색과 주황색만 반사하고 다른 색은 흡수하는 성질 때문에 붉은 빛을 띤다.
구리는 63Cu과 65Cu의 두 안정 동위원소와 여러 방사성 동위 원소가 있다. 대부분의 방사성 동위 원소는 반감기가 수 분 이내로 가장 반감기가 긴 64Cu은 12.7 시간이다.
다양한 구리 합금이 존재한다. 구리/주석 합금인 청동, 구리/아연 합금인 황동, 구리/니켈 합금인 백동 등이 대표적인 예이다.

### 물리적 성질
구리(Cu), 은(Ag), 그리고 금(Au)은 주기율표의 11족에 해당하는 원소들이다. 이 원소들은 가득 찬 d오비탈 위에 전자 하나를 가진 s오비탈을 가지고 있으며 반응성이 낮고 열 전도성과 전기 전도성이 매우 높다. 가득 찬 d오비탈 속 전자들은 s오비탈의 전자가 자유 전자로 활동하며 금속 결합을 형성하면서 원자 간 상호작용을 하는 것에 기여하기도 한다. d오비탈이 불완전한 다른 금속들과는 달리 구리의 금속 결합은 비교적 약한 편에 속하며 이로 인해 구리는 무른 편에 속하는 금속이다.
구리의 무른 성질은 구리가 가진 높은 열 전도성과 전기 전도성에 대한 설명을 어느 정도 제공할 수 있다. 구리의 전기 전도성과 열 전도성은 상온에서 은 다음으로 순수한 금속 원소 중에서 가장 높다. 금속 결합 내에서 자유 전자의 이동을 방해하는 저항은 온도에 의한 격자의 진동 때문에 전자가 흩어지는 현상에 의해 주로 발생하는데, 이 격자의 진동은 부드러운 금속에서는 그 정도가 약하여 구리 등의 원소가 높은 열과 전기 전도성을 갖는 이유를 설명할 수 있다.
구리는 회색이나 은색이 아닌 다른 색을 띠는 몇 안 되는 금속 원소들 중 하나로, 순수한 구리는 주황빛을 띠는 붉은색이며 공기에 접촉하면 붉은색 녹이 슨다. 색의 차이는 가득 찬 3d오비탈과 4s오비탈 사이의 전자 전이가 일어나는 과정에서 나타나는데, 이는 각각의 껍질 간 에너지 차이가 주황빛에 대한 성질을 바꾸기 때문이다.

### 화학적 성질

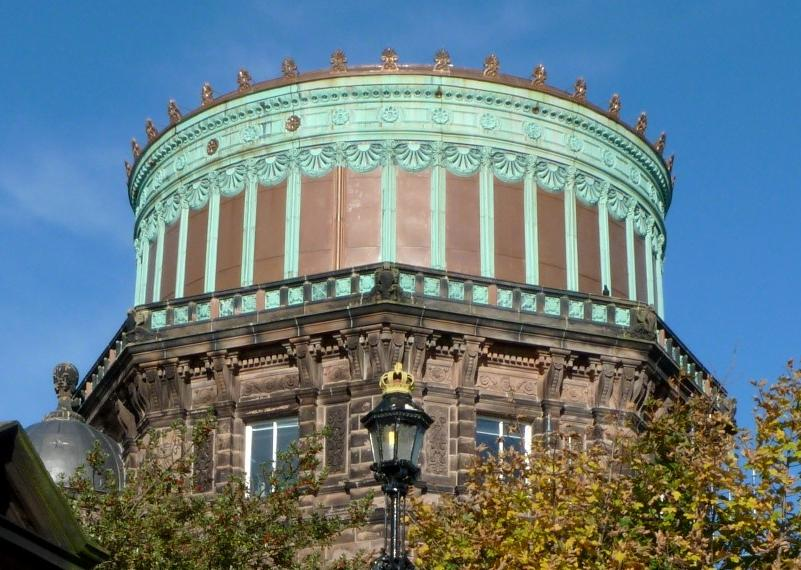
2010년에 설치된 개조된 구리와 1894년 원래 구리의 녹색 색상이 대조되는 모습을 보여주는 에든버러 왕립 천문대 동쪽 타워

구리는 물과 반응하지 않지만, 대기 중 산소와 천천히 반응하여 갈색에서 검은색의 산화구리 층을 형성한다. 이 층은 습한 공기 중에서 철에 형성되는 녹과는 금속 표면을 추가적인 부식으로부터 보호하는 수동화 작용을 한다. 오래된 구리 구조물의 지붕이나 자유의 여신상 에서는 이런 녹색 녹청 층(탄산구리)을 관찰할 수 있다. 구리는 유황 화합물에 노출되면 변색되며 다양한 황화 구리를 형성한다.

## 생성
구리는 거대한 별에서 생성되며 지구 지각에 약 50ppm( 백만분의 일 )의 비율로 존재한다. 자연에서 구리는 천연 구리, 황동석, 보나이트, 디제나이트, 코벨라이트 및 황동석과 같은 구리 황화물, 테트라헤드다이트-테난타이트와 에나르자이트 등 구리 황산염, 남동석과 공작석 등 구리 탄산염, 그리고 구리(I) 또는 구리(II) 산화물(예: 적동석 및 테노라이트 등 다양한 광물 형태로 존재한다. 현재까지 발견된 가장 무거운 구리 덩어리는 1857년 미국 미시간주 키위노 반도에서 발견되었으며 무게가 420톤이다. 천연 구리는 다결정이며, 지금까지 기술된 가장 큰 단결정의 크기는 4.4 × 3.2 × 3.2 cm이다. 구리는 지구 지각에서 26번째로 풍부한 원소이다.
대기 중의 구리 농도는 일반적으로 1ng/m³를 초과하지 않으며, 토양에서는 150mg/kg, 식물에서는 30mg/kg, 담수에서는 2μg/L, 해수에서는 0.5μg/L 정도다.

## 생산

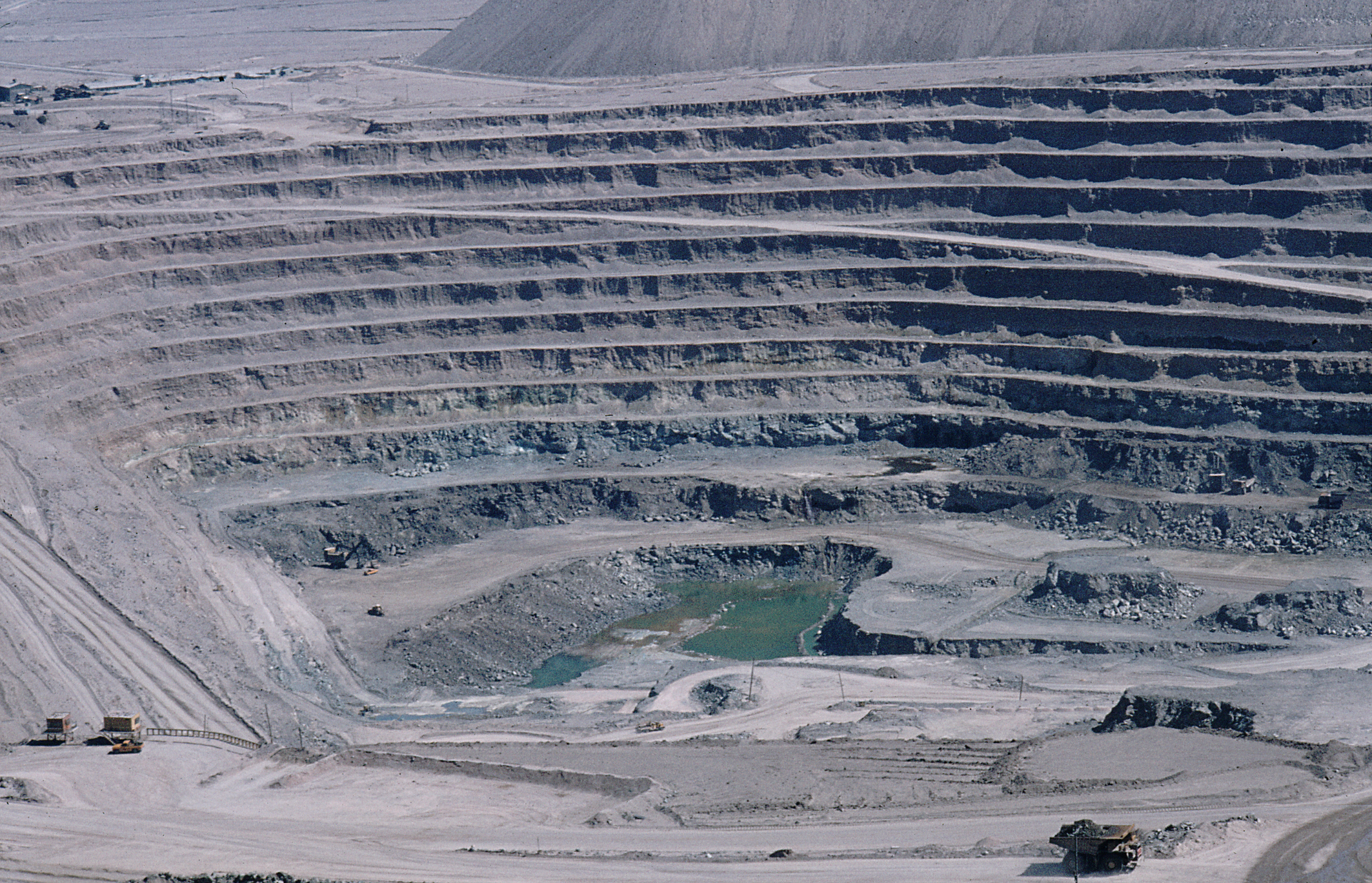
칠레의 추키카마타는 세계 최대 규모의 노천 구리 광산 중 하나이다.

세계 구리 생산 추세

대부분의 구리는 반암동광상에 있는 대규모 노천광산으로부터 구리 함량이 0.41.0%인 황화구리 형태로 채굴하거나 추출한다. 주요 채굴지로는 칠레의 추키카마타 광산, 미국 유타주의 빙엄 캐년 광산, 뉴멕시코주의 엘 치노 광산이 있다. 영국 지질조사국에 따르면, 2005년 기준으로 칠레는 전 세계 구리 생산량의 최소 3분의 1을 차지하는 최대 생산국이었으며, 그 뒤를 미국, 인도네시아, 페루가 이었다. 또한, 구리는 현장 침출 공정을 통해 회수할 수도 있다. 미국 애리조나주의 여러 지역이 이 방법의 주요 후보지로 간주된다. 구리 사용량은 증가하고 있으며, 모든 국가가 선진국 수준의 구리 사용량에 도달하기에는 현재 가용량이 충분하지 않다. 대안으로, 태평양 해저 3000-6500미터 깊이에 위치한 망가니즈 단괴가 새로운 구리 공급원으로 연구되고 있다.

### 매장량과 가격

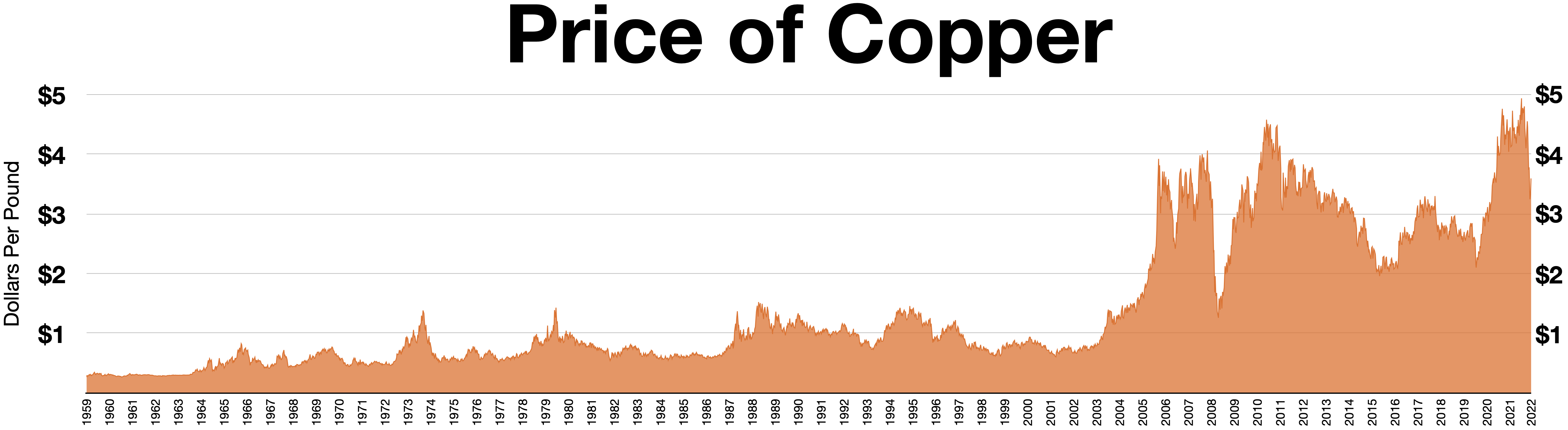
1959–2022 동안 구리 가격

구리는 최소한 10,000년 동안 사용되어 왔지만, 현재까지 채굴 및 제련된 구리의 95% 이상은 1900년 이후에 추출되었다. 많은 천연자원과 마찬가지로 지구상에 존재하는 구리의 총량은 엄청나며 지구 지각의 최상단 1km에 약 1014 톤이 매장되어 있어 현재 채굴 속도로는 수백만 년 동안 사용할 수 있으나, 이러한 매장량 중 오늘날의 가격과 기술로 경제적으로 실행 가능한 것은 아주 일부에 불과하다. 채굴에 사용할 수 있는 구리 매장량 추정치는 여러 요소들에 따라 25~60년까지 다양하다. 현대에는 많은 양의 구리가 재활용된다. 구리의 가격은 변동성이 크며, 2022년 정점을 찍은 후 가격이 예상치 못하게 하락했다.

### 제련
기원전 5,000년, 고대 이집트에서는 이미 구리를 사용하고 있었으므로, 구리와 그 합금의 역사는 매우 오래되었다. 처음에는 자연동을 주워 모아서 사용했을 것으로 생각되며, 공작석(CuCO3·Cu(OH)2)이나 남동석(2CuCO3·Cu(OH)2)과 같은 환원성이 강한 광석이 모닥불 바닥에서 구리가 되기도 하였을 것이다. 구리는 황과 친화하는 성질이 강하다. 따라서 천연적으로는 대부분 황동석(CuFeS2)이나 휘동석(Cu2S)과 같은 황화물의 형태로 생산된다.
철광석의 경우는 광석 속에 철분 50~60% 함유되어 있으므로 바로 용광로에 넣을 수가 있으나, 동광석의 경우는 암석 성분의 맥석이 많고 구리의 함유량은 보통 1 ~ 2% 정도이다. 그러므로 광석을 빻아 불필요한 맥석과 필요한 광물을 분리하는 공정을 거쳐야 한다. 이 조작을 선광이라고 하며 선광에 의해서 가려진 유용 광물을 정광이라고 부른다. 선광에는 광석의 분쇄와 유용 광물의 함유율을 높이기 위한 조작이 포함된다.
구리와 같은 황화 광물에 많이 쓰이는 방법은 부유선광법이다. 우선 광석을 0.2mm 이하로 빻아 흙탕물 모양으로 만든 다음, 활성제를 넣어서 유용 광물의 표면에 내수성이 생기게 한다. 여기에 발포제를 넣어 섞으면 흙탕물 속의 광물은 발포제 때문에 생긴 거품에 흡착되어 떠오른다. 이 입자를 농축하면 정광이 된다. 이렇게 하면 함유율이 5%이던 광석이 유용 광물 50% 이상을 함유하게 되므로 정련하기 쉽다.
구리의 정광은 황화동·황화철과 선광 과정에서 미처 분리되지 않고 남은 맥석으로 되어 있다. 이것을 소형 용광로에 넣고 산화 용융하면, 산소와의 결합력이 강한 FeS가 먼저 산화해 FeO가 되고 이것은 맥석의 SiO2 등과 함께 슬래그를 이룬다. 구리는 Cu2S로 그대로 남아서 FeS의 일부와 함께 녹아 슬래그 밑에 괸다. 이것을 전로에 넣고 공기를 분사하면 FeS가 먼저 산화하여 슬래그로 되고 황화 구리의 산화가 진행함에 따라, Cu2S＋2Cu2O → 6Cu＋SO2로 되어 구리가 생긴다. 이 때의 구리는 순도가 낮은 조동(租銅)이며, 그 순도를 높이기 위해서 다시 전기분해법에 의한 정련을 하여야 한다.

## 생물학적 역할

### 생화학
구리단백질(동단백질)은 Cu(I)와 Cu(II)의 용이한 상호교환을 이용하는 과정인 생물학적 전자 운송 및 산소 운송의 다양한 역할을 한다. 구리는 모든 진핵생물의 유산소 호흡에 필수적이다.
인체에서 중요한 구리 단백질로서 Cu-Zn superoxide desmutase가 있다.

### 영양분
구리는 식물과 동물에 필수적인(그러나 모든 미생물에 필수적인 것은 아님) 미량 원소이다. 인간 체내에는 체질량 kg 당 약 1.4~2.1 밀리그램의 구리가 포함되어 있다.

## 경제 지표
구리는 자동차・전기・전자・건설・해운 등 제조업 전반에 걸쳐 사용되며, 원유나 금보다 지정학적・정치적 영향을 덜 받는 특성이 있다. 따라서 경기가 나쁠 때는 수요 감소와 함께 가격이 떨어지고, 경기가 좋을 때는 수요 증대와 함께 가격이 올라간다. 따라서 구리는 증시 및 경제 분야에서 ‘닥터 코퍼’(Dr. Copper)라는 별칭으로도 불리며, 구리 선물 가격은 실물 경제의 경기 선행 지표로 활용되곤 한다.
예를 들어 주가 지수와 부동산 가격은 오르고 있는데 구리 가격은 떨어지고 있을 경우, 이러한 경제 상황은 실물 경제가 뒷받침되지 않은 것이기 때문에 거품이 끼어 있음을 추측할 수 있다.
그러나 최근에는 중국 기업들이 구리를 금융 수단으로 사용하고 있어서 구리 가격이 왜곡되고 있다는 분석도 있다. 중국 기업들은 구리를 수입해와 이를 담보로 비은행권에서 대출을 받아 부동산 등에 투자해왔는데, 구리 가격이 하락하면 담보물 청산으로 구리 가격 하락이 더욱 가파르게 된다. 따라서 이러한 현상은 경제 지표로서의 유용성을 떨어뜨린다는 지적이 있다.

## 같이 보기
- 제련
- 비철금속